# Anna Solé i Ramos
Anna Solé i Ramos (Tarragona, 1957) és una política catalana, diputada al Parlament de Catalunya en la X legislatura.

## Biografia
El 1980 es llicencià en Filosofia i Ciències de l'Educació per la Universitat de Barcelona, ha fet estudis de dret per la Universitat Nacional d'Educació a Distància (UNED) i màster en anàlisi política per la Universitat Oberta de Catalunya (UOC). De març de 1977 a setembre de 1983 fou funcionària del Ministeri de Justícia d'Espanya, treballant al Tribunal Tutelar de Menors de Tarragona. Des de 1983 és funcionària de la Generalitat de Catalunya. L'octubre de 1985 fou nomenada delegada territorial del Departament de Justícia de la Generalitat de Catalunya a Tarragona, i el febrer de 1998 subdirectora general de la Direcció General d'Atenció a la Infància. De 2010 a 2012 fou directora dels Serveis Territorials del Departament de Benestar Social i Família de la Generalitat de Catalunya.
Militant d'Unió Democràtica de Catalunya des de 1991, de 1996 a 1999 va ser secretària de la Mesa del Consell Nacional d'UDC. Fou elegida diputada a les eleccions al Parlament de Catalunya de 2012. Ha estat secretària de la Mesa de la Comissió de la Infància del Parlament de Catalunya. A les eleccions al Parlament de Catalunya de 2015 es presentarà com a cap de llista de Tarragona per Unió Democràtica de Catalunya.